# Warsztaty Krakowskie
Stowarzyszenie Warsztaty Krakowskie – ugrupowanie założone w 1913 r. w Krakowie, w skład którego wchodzili: artyści, architekci, rzemieślnicy, działacze społeczni, oraz niektóre organizacje m.in. Towarzystwo Polska Sztuka Stosowana, stawiające sobie za cel podniesienie artystycznej jakości produkcji rzemieślniczej. 
Jednym ze współzałożycieli stowarzyszenia był rzeźbiarz Stanisław Piotr Getter. 
Stowarzyszenie sięgało do metod pracy bliskich wytwórczości ludowej, po oryginalne materiały, metody produkcji oraz narzędzia i proste urządzenia techniczne, jak krosna czy wiejskie warsztaty tkackie. W rękach wykształconych w akademiach sztuk pięknych artystów miały one stworzyć nowe wartości. 
Utworzono  pracownie: mebli, metalu, tkactwa, galanterii skórzanej, zabawkarstwa, introligatorstwa, batiku i farbiarstwa. Prowadzili je następujący twórcy: Wojciech Jastrzębowski, Karol Homolacs, Zofia Stryjeńska, Bonawentura Lenart, Antoni Buszek, Józef Czajkowski, Karol Stryjeński, Kazimierz Młodzianowski. Ze stowarzyszeniem związani byli m.in.: Karol Tichy, Eleonora Plutyńska. Po odzyskaniu przez Polskę niepodległości w 1918 r., część tych twórców przeniosła się do Warszawy. 
W 1925 r. zaprezentowano polską sztukę na Międzynarodowej Wystawie Sztuk Dekoracyjnych i Nowoczesnego Przemysłu w Paryżu. Twórcy związani z Warsztatami byli autorami architektury pawilonu polskiego, wyposażenia wnętrz oraz większości eksponatów. Polacy otrzymali ogółem 189 wyróżnień.
Sukces artystyczny nie przełożył się na sytuację ekonomiczną stowarzyszenia. Nowe czasy wymagały odmiennych form organizacyjnych. Po rozwiązaniu Warsztatów Krakowskich, w 1926 r.,  powołano w Warszawie Spółdzielnię Artystów Ład.